# Wolinia
Wolinia (kaszb. Wòlëmò lub też Wòlëniô, niem. Wollin) – stara wieś kaszubska w Polsce położona w województwie pomorskim, w powiecie słupskim, w gminie Główczyce na pograniczu pradoliny Łeby. 
Wieś jest siedzibą sołectwa Wolinia, obejmującego również miejscowość Pękalin.

## Nazwa
Nazwa ma pochodzenie słowiańskie i charakter dzierżawczy. Jej struktura morfologiczna jest nieprzejrzysta; powstała przez dodanie do nazwy osobowej Wola (Wolebor, Wolimir) formantu *-nь. Friedrich Lorentz odnotował formy nazwy w lokalnych gwarach słowińskich: Vʉ̀ɵ̯lämɵ (wraz z nazwami mieszkańców: Vʉ̀ɵ̯lämjȯu̯n, Vʉ̀ɵ̯lämjȯu̯nkă „wolinianin, wolinianka”) oraz kabackich: Vu̯oləmu̯o, Vu̯oləńω. Niemiecka nazwa Wollin jest adaptacją fonetyczną pierwotnej nazwy słowiańskiej.
Rada Języka Kaszubskiego proponuje kaszubską formę nazwy Wòlëniô.

## Historia
Wieś wzmiankowana w 1313 r. Dobra wolińskie od 1457 roku do 1888 roku należały do rodziny Puttkamerów, później przeszły w posiadanie rodu Filipa von Braunschweiga z Podola Wielkiego i pozostawały w rękach tej rodziny aż do 1945 roku.
W latach 1975–1998 miejscowość administracyjnie należała do województwa słupskiego.

## Zabytki
- barokowy pałac w Wolinii z parkiem i ogrodem zbudowany przez Puttkamerów z połowy XIX wieku w miejscu dawnego grodziska. Budowę zespołu pałacowo–parkowego rozpoczęto w XV wieku, w II połowie XVIII wieku pałac został gruntownie przebudowany i uzyskał formę zbliżoną do współczesnej. Pałac składa się z budynku głównego i dwóch symetrycznie rozmieszczonych parterowych skrzydeł bocznych zwieńczonych szczytami o rokokowej dekoracji. Do czasów współczesnych zachowało się piętrowe skrzydło północne oflankowane wieżami nierównej wysokości o łamanych hełmach oraz piętrowe skrzydło wschodnie zaakcentowane flistym naczółkiem i pozostałosci skrzydła zachodniego[10]. Ogród otaczający pałac założony został na wzór francuski. Do dziś zachowało się wiele rzadkich okazów drzew, między innymi cisy i dziewięć pomników buków. Pozostały także ruiny neogotyckiego grobowca dawnych właścicieli. W sąsiedztwie pałacu zachował się zespół folwarczny z XVIII i XIX wieku[11].